# Aggregat 2
Das Aggregat 2 (kurz: A2) (von der Wehrmacht auch als „Rauchspurgerät II“ bezeichnet) war die erste von Wernher von Braun entwickelte flugfähige Versuchsrakete.

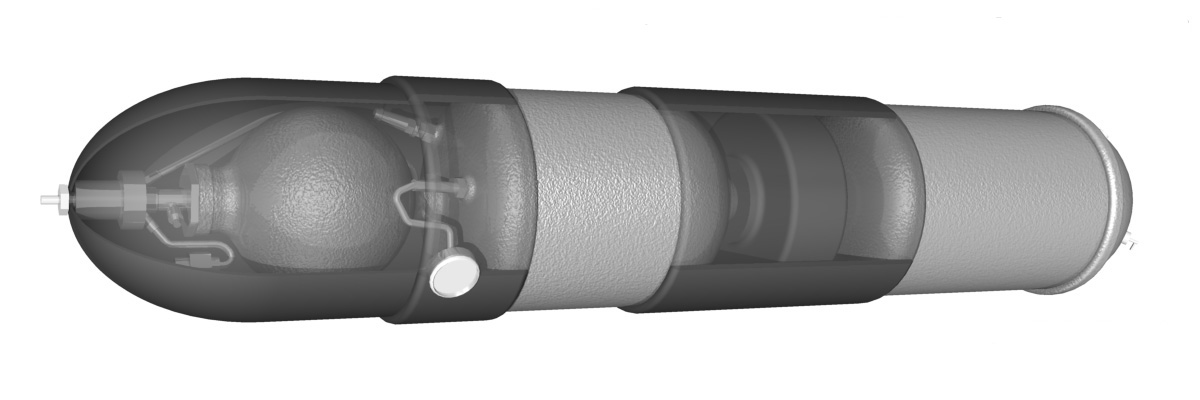
Aggregat 2

## Technische Parameter
Das Aggregat 2 hatte:
- eine Länge von 1,61 m,
- ein Kaliber von 31,4 cm,
- ein Leergewicht von 72 kg,

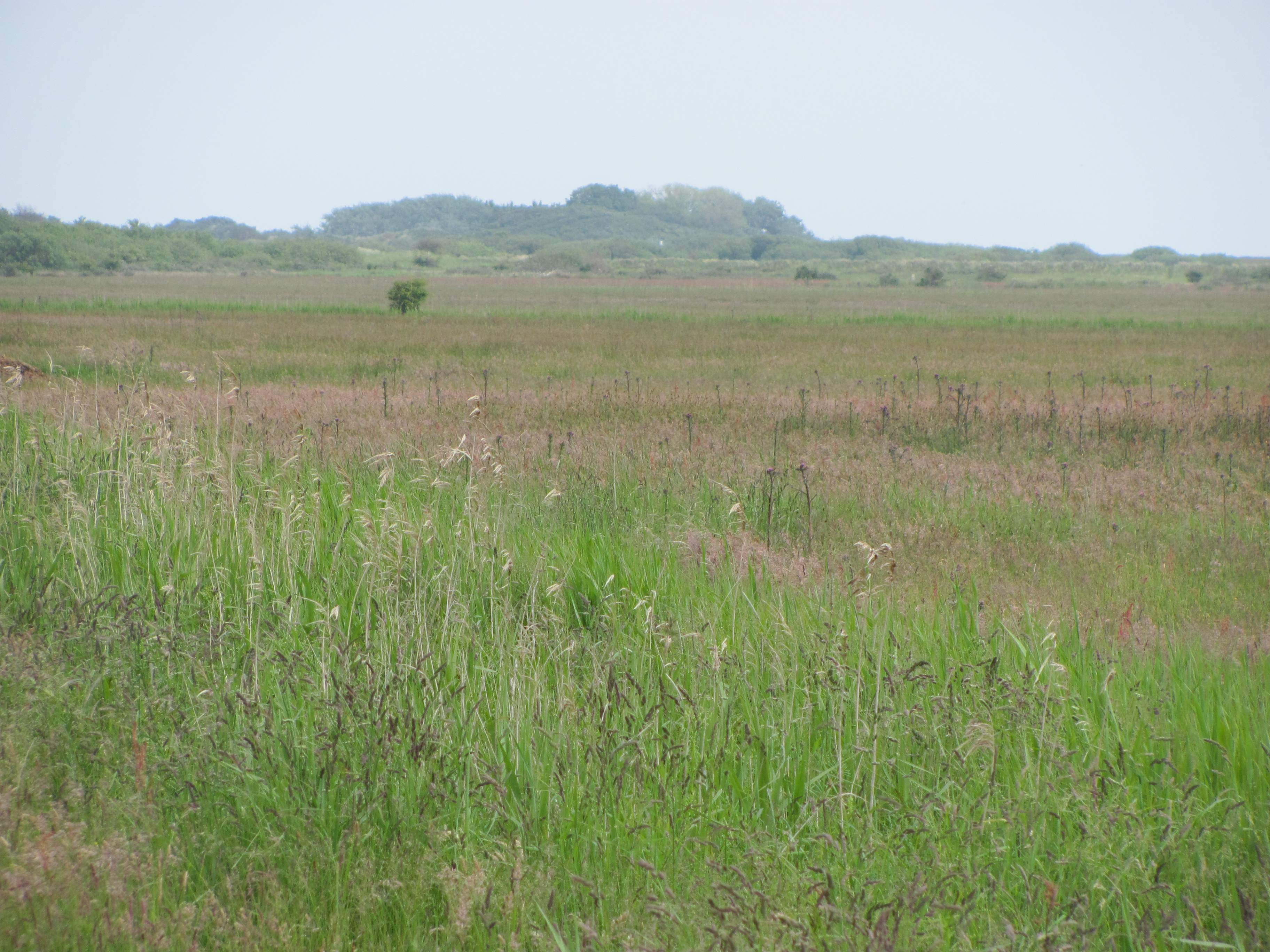
Die Startstelle in Borkum, das Steerenk-Klipp (von Südwesten), ist der Hügel in der Bildmitte

- ein Startgewicht von 107 kg und
- einen Startschub von 3,14 kN (320 Kilopond).

Der Antrieb erfolgte aus einer Mischung aus mit Druckgas gefördertem Ethanol und Flüssigsauerstoff (LOX). Damit erreichte die Rakete eine Brennzeit von 16 Sekunden.
Im Unterschied zum erfolglosen Vorgängermodell Aggregat 1 war bei dieser Rakete der Stabilisierungskreisel in der Mitte der Rakete zwischen Alkohol- und Sauerstofftank angebracht, was ihr einen stabilen Flug ermöglichte, solange die Rakete Schub entwickelte.

## Start auf Borkum
Vom Aggregat 2 wurden zwei Exemplare gebaut, die die Namen Max und Moritz erhielten, und die beide nacheinander von Borkum gestartet wurden. Dazu wurde am nordöstlichen Ende der Insel in den Steerenk-Klippdünen ein 12 m hoher Mast als „Startrampe“ errichtet. Während des Versuchs wurde der Ortsteil Ostland von Borkum evakuiert. „Max“ wurde am 19. Dezember 1934 gestartet, erreichte den Brennschluss in 1.700 m Höhe und eine Flughöhe von 2,3 Kilometern. Nach dem Brennschluss begann die Rakete stark zu trudeln und stürzte etwa 800 m südlich der Startstelle nahe dem Seedeich auf die Insel. „Moritz“ folgte einen Tag später am 20. Dezember 1934. Die Rakete gelangte stabil bis zur Brennschlusshöhe und einer Scheitelhöhe von 2,2 Kilometern. Sie wurde von den Beobachtern aus den Augen verloren und später 1,5 Kilometer östlich der Startstelle im Watt wiedergefunden.

## Weiterentwicklung

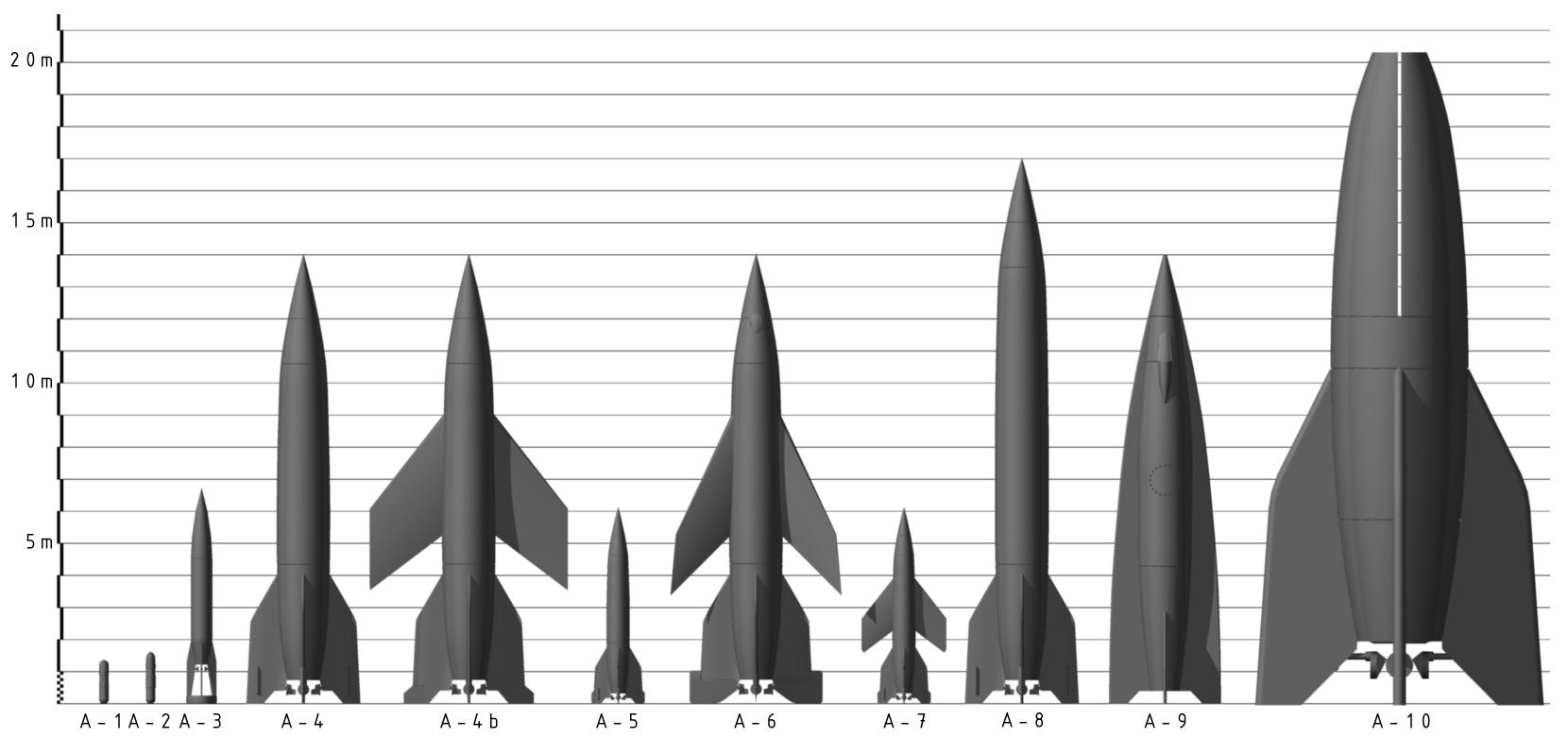
Größenvergleich A1 bis A10

Aufgrund der erfolgreichen Versuche in Borkum wurde das Aggregat 2 weiterentwickelt. Zunächst folgte das Aggregat 3, dann das Aggregat 4, die „V2-Rakete“, die im Zweiten Weltkrieg als Waffe eingesetzt wurde. Das Aggregat 2 war damit auch ein direkter Vorläufer der Raketenprogramme der Nachkriegszeit in beiden Militärblöcken und der Raumfahrtprogramme, einschließlich der Mondlandung.